# Romano Montesarchio
Romano Montesarchio (Caserta, 1973) è un regista italiano.

## Biografia
Dopo aver studiato regia e fotografia presso la scuola di cinema “Zero de conduite”, dell'Istituto italiano di scienze filosofiche, comincia a lavorare come videomaker, fotografo ed operatore di ripresa per la televisione e per il cinema, alternandosi alle attività di sceneggiatore, critico cinematografico ed autore radiofonico. Da sempre attento a tematiche sociali ed esperto di criminalità organizzata, ha diretto numerosi lavori prodotti e distribuiti da Rai, Sky, Amazon Prime Video, Bbc e Arte.
Dal 2003 si dedica alla realizzazione di film documentari sia come autore e regista che come direttore della fotografia. Il suo primo film documentario Cardilli addolorati, in co regia con Carlo Luglio, partecipa al Torino film festival 2003, vince il 2º premio al concorso Anteprima del Bellaria Film Festival 2004 e vince il 1º premio al concorso del cinema italiano di Cinemambiente 2005.
Nel 2008 il suo terzo film documentario La Domitiana, dove non c'è strada non c'è civiltà riscuote grande visibilità e viene messo in onda da RAI3, BBC, ORF e Current TV. Tuttora La Domitiana è considerato uno dei maggiori documenti riguardo alle problematiche di immigrazione, abusivismo e criminalità che affliggono da anni la costiera domiziana.
Nel 2010 in coproduzione con RAI3 realizza Arapha, la ragazza dagli occhi bianchi sulle vicende drammatiche di una ragazza albina in Tanzania. Il documentario viene messo in onda anche da Arte France.
Successivamente si dedica alla realizzazione di alcuni reportage per la televisione, in particolare RAI3 e Current TV, e cura la regia di una puntata speciale del programma Sfide, RAI3, dedicata alla criminalità nel mondo del calcio italiano.
Il film Ritratti abusivi, sulla comunità abusiva del Parco Saraceno in provincia di Caserta, realizzato (in coproduzione tra Bronx Film, Minerva Pictures e Rai Cinema) nel 2013, dopo due anni di lavoro, partecipa in concorso all'8° Festival internazionale del film di Roma, al 51° Chicago International Film Festival e vince, tra gli altri, il Primo Premio alla 21ª Rassegna del Documentario Premio Libero Bizzarri. Attualmente il film è presente su Amazon Prime Video.
Nel 2018 realizza un film documentario, dal titolo So sempe chille, sul cantante napoletano Franco Ricciardi. Il documentario è prodotto da Bronx film in coproduzione con Rai Cinema e con il sostegno di Opera di interesse culturale del MiBACT. Attualmente è presente su Sky Arte e Amazon Prime Video.
Nel 2021, realizza una docu serie in due episodi sulla mafia nigeriana dal titolo Black Mafia. Prodotto da Istiuto Luce Cinecittà, Bronx Film e Rai Documentari, il documentario è andato in onda in prime time su RAI3 ed è attualmente presente su Rai Play.
Nel 2022, è un documentario prodotto da Bornx Film e Regione Campania, dal titolo 1+1=3 la cura, sul medico Paolo Ascierto che con la sua cura è stato il primo e l’unico ad individuare un antidoto a tante morti da Covid. 
Nel 2023 realizza il suo primo film di finzione, dal titolo Glory Hole, prodotto da Bronx film, Minerva Pictures ed Eskimo, in coproduzione con Rai Cinema e con il sostegno di Opera di interesse culturale del MiBACT. Il film viene presentato in anteprima mondiale nella sezione Panorama dello Shanghai International film festival 2024 ed uscito in sala nel Luglio 2024 distribuito da Altre Storie.
Parallelamente all’attività di autore e regista, dal 2012 è docente all'Accademia di belle arti di Napoli e di Roma. Attualmente è Docente di prima fascia a tempo indeterminato in “Cinematografia” e “Metodi e tecniche del Documentario” presso l’Accademia di Belle Arti di Napoli.

## Filmografia
- Cardilli addolorati, coregia con Carlo Luglio (2003)
- Il millimetro nel cervello, coregia con Stefano Russo (2006)
- La Domitiana, dove non c’è strada non c'è civiltà (2008)
- Arapha, la ragazza dagli occhi bianchi (2010)
- Ritratti abusivi (2013)
- Glory Hole (2024)